# LIFE (우주선)
LIFE는 엔셀라두스의 간헐천과 수증기의 구성 성분을 분석하고 생명의 여부와 기원 등을 알아내는 것이 목적인 엔셀라두스 탐사선이다. 연구원들은 참신한 탐사선이라고 평가하고 디스커버리 계획에 제출했으나, 선출되지 않았다. 특이사항으로는 엔셀라두스의 샘플도 지구로 보내는 임무를 가지고 있다.

## 역사와 제작배경
2015년, 디스커버리 13으로 디스커버리 계획에 제출했으나, 프시케와 루시가 디스커버리 13과 14로 선출되면서 선출되지 않았다.

## 발사
2021년 발사 예정이었다.

## 지원, 개발, 투자
- NASA
- JPL

## 같이 보기
- 생명의 기원
- 우주생물학
- 디스커버리 프로그램
- 엔셀라두스 탐사선
- 엔셀라두스 생명체 탐사선
- 유로파 클리퍼
- 엔셀라두스 및 타이탄 탐사선
- JET (우주선)